# Yann
Yannick le Pennetier, med artistnamnet Yann, född den 25 maj 1954, är en fransk serieskapare.

## Biografi
Yann bodde länge i Bretagne, innan han flyttade till Bryssel och började livnära sig med teckningsarbeten inom reklam och arkitektur. Hans första serieteckningar publicerades 1974 i Dupuis-ägda tidningen Spirou.

### Innommables och senare serier
På Spirou inleddes Yanns mångåriga samarbete med Didier Conrad, med vilken han kom att skapa serien Les Innommables (ung. "De fruktansvärda", ingen svensk översättning).
Den myckna användningen av våld och sex i Les Innommables skilde sig markant från de serier Spirous läsare var vana vid. Jämte titelserien märks flera av de mest kända fransk-belgiska barn- och allåldersserier – Smurferna, Yoko Tsuno, Lucky Luke, Gaston, Bullen med flera. Detta föranledde att serien lades ner 1983, efter tre år. Det skulle dröja ett drygt decennium, till 1994, innan Yann och Conrad återupptog serien.
Efter att Les Innommables lagts i malpåse bytte Yann förlag, från Dupuis till vuxenserieförlaget Glénat. På Glénat – och sedermera även åt Les Humanoïdes Associés – övergick Yann från att teckna serier till att fokusera på manusskrivandet. Sedan åttiotalet har Yann författat en stor mängd serier avsedda för en vuxen publik; utöver egna verk märks också medverkan på Stephen Desbergs Empire USA och Yves Chalands Freddy Lombard.
Bland Yanns senare albumserier märks bland annat Pin-up (skapad 1994, tecknad av Philippe Berthet), Odilon Verjus (skapad 1996, tecknad av Laurent Verron) och Les Éternels (skapad 2000, tecknad av Félix Meynet). 

### Övriga serier
Vid sidan av vuxenserierna och sina egna serier, har Yann också bidragit till flera av de mest spridda fransk-belgiska allåldersserierna:
- 1989 tog Yann över Marsupilami-serien från Greg. Fem år senare lämnade han serien, efter sju album, alla tecknade av Batem.
- I mitten av 1990-talet återförenades Yann med den tidigare samarbetspartne Didier Conrad (under pseudonymen Pearce) och skrev tillsammans med Jean Léturgie manus till två album om Lucky Lukes barndom: Vid Rosa Bäverns flod (Lucky Kid, 1995) och Oklahoma Jim (1997). Vid samma tid skrev Yann och Léturgie också ett traditionellt Lucky Luke-album: Klondike (Le Klondike, 1996).
- 2007-2009 skrev Yann tre Spirou-äventyr: Le Tombeau des Champignac (teckningar av Fabrice Tarrin, ingen svensk översättning),  På uppdrag av Z (Aux sources du Z, tillsammans med José-Luis Munuera, tecknad av Jean-David Morvan) och Le Groom vert-de-gris (teckningar av Olivier Schwartz, på svenska som Operation Fladdermus). De sistnämnda serien var en sidoserie, där paret Yann/Schwartz senare även fortsatt med La Femme-Léopard (Leopardkvinnan på svenska) och Le Maître des hosties noires. Flera av Spirou-berättelserna är präglade av brysselsk lokalkänsla, och historien om leopardkvinnan har också givits ut i en utgåva på brusseleer (belgisk franska med många flamländska inslag).[6]
- 2011, också denna gång i författarsamarbete med Jean Léturgie, nu tillsammans med dennes son, tecknaren Simon Léturgie, skapade Yann en uppdaterad version av Franquins skämtserie Gaston, kallad Gastoon.